# Статичке мрље (уво)
Статичке мрље, сензорна острвца, макуле (лат. macula) су сензорни органи на унутрашњој површини утрикулуса и сакулуса унутрашњег ува, који региструју положај главе у односу на гравитацију земље или силе акцелерације.

## Грађа
Статичка мрља или острвце (макула) је малено сезнзорно подручје или механоцептор на унутрашњој површни утрикулуса и сакулуса. У утрикулусу она је површине 2,06 мм², а у сакулусу 1,8 мм². Структура статичких мрља (макула) у свим сензорним органима ува је слична.
Обе кесице (сакулус и утрикулус) прекривене су базалним ћелијама које почивају на базалној опни. Између њих се пробијају стопала потпорних ћелија (лат. cellulae sustentans), на чијој површини се види јасан кутикуларни слој. Доњим својим крајевима потпорне ћелије приањају уз базалну мембрану, између базалних ћелија, а горњим обавијају сензорецептивне ћелије, које се између њихових горњих крајева смештају као у некаквој чашици, и не досежу до базалне опне.
Цео свежањ рецепторних ћелија је учвршћен фибрилама желатинозне масе, вероватно произведених од стране потпорних ћелија.
Примарне, рецепторне, вестибуларне ћелије  са трепљама постоје у два облика:
| Тип један - чашасте | - Трепљасте ћелије са нервним омотачем - каликсом (лат. calix) за који се сматра да је аферентни завршетак. - Понекад се еферентни нервни завршеци везују на површину нервног каликса. - Временом каликс обухвата више од једне ћелије и формира двоструки каликс. |
| Тип два-цилиндричне | - Тубуларне трепљасте ћелије без нервног омотача који садржи мањи аферентни (агрануларни) и еферентни (грануларни) нервни завршетак. |

У статичкој мрљи утрикулуса има око 10.000 сензорних ћелија а у макули сакулуса 7.500. На горњем крају сензорецептивних ћелија налазе се дуги снопови слепљених трепљи од 80 до 90 микровила, стереоцилија, а свака ћелија има и по једну киноцилију (тако да целу површину можемо упоредити са четком). Само киноцилија и висока стереоцилија су уроњене у ретикуларну мембрану, а остали део стереоцилија је слободан у субкапсуларном простору.
На доњем заобљеном крају, којим ове ћелије леже у чашицама, нема никаквог директног продужетка, него се ту завршавају центрипетални живчани огранци, који почињу из базалног сплета који се налази у основици епитела (између базалних и потпорних ћелија). До тог места нервне влакна су са мијелинском кошуљицом, а одатле су гола и завршавају се око сензорецептивних ћелија.
Киноцилија поседује распоред 2 + 9 унутрашњих филамената, попут покретне цилије, али су два централна филамента често прекинута код сензорних цилија, док је стереоцилија формирана од аморфног матрикса. Матрикс се састоји од актина и ствара чврстину значајну за сензорну трансдукцију. Киноцилија је смештена близу највеће стереоцилије. Длачица сваке стране је окренута једна од друге у сакулусу, а у утрикулусу су оне окренуте једна ка другој.
Епителни слој сензорних ћелија је покривен једном прозирном желатинозном мембраном (од мукополисахарида, највероватније произведеног у потпорним ћелијама), названом мембрана стато(ото)литика дебљине око 20 микрона. У њој су потопљени снопови слепљених трепљи сензорецептивних ћелија. На површини ове мембране налазе се Ромбични кристали величине 3 до 5 микрона лако растворљиви у слабим киселинама сложених у 3 до 6 редова, од аргонита, калцијум карбоната и магнезијума - ушни прах или стато(ото)коније код човека (код риба отолити).
Статоконијална мембрана је формирана од два дела: желатинозне површине и статоконија. На површини се налази тзв. "снежни траг" (код утрикулуса облика "U" попут депресије; а у сакулусу, облика "L", елевација, попут снегом прекривеног гребена (ове линије одговарају стриоли Вернер (Werner), као светле области сензорног епитела при препарацији). Постоји мањи број рупица у отоконијалној мембрани дуж стриоле - ендолимфа може слободно да тече у субкупуларни простор; нађене су и мање отоконије на спољашњој површини мембране и дуж стриоле. Свака макула је одвојена у два дела уском зоном названом - стриола.
Крвне капиларе статичке мрље прати богата инервација вегетативног нервног система у самом подручју сензорецептивних ћелија. Специфична тежина отолитичне мембране много је већа него специфична тежина ендолимфе. . Наравно да ексцитација ових ћелија може повећати и масу отоконија у мембрани.

## Функција
Чак и при мировању већина нервних влакана статичке мрље непрекидно преноси импулсе, у просеку око 200 у секунди. Савијање цилија косих ћелија на једну страну значајно појачава одашиљање импулса у неревним влакнима, која полазе од те ћелије, док савијање цилија у супротну страну смањује а често и потпунно обуставља слање импулса. 
Стато(ото)коније се померају при покретању главе, то померање мења положај длачица сензорецептивних ћелија, што доводи до деполаризације ћелијских мембрана и до успостављања нервног импулса на нервном завршетку (положај киноцилије одређује ћелијску поларност). Према томе покрети према киноцилији су покрети стимулације и деполаризације, а покрети од киноцилије инхибиције и хиперполаризације. Како се мењају покрети главе у простору и како тежина статоконија савија длачице тако се мозгу шаљу одговарајући сигнали који контролишу равнотежу.
У свакој статичкој мрљи поједине ћелије са длачицама су у различитим смеровима тако да неке од њих надражује сагињање главе према напред, а неке нагињање главе у страну итд. Према томе у статоконијама  се за сваки поједини положај главе појављује одговарајући образац ексцитације, и управо ти обрасци обавештавају мозак о положају главе.
Основна физиолошка функција статичких мрља је невероватно слична оним код полукружног канала. Оба система зависе од инерције и механичког скретања косих ћелија што покреће стварање нервних импулса. Промена у положаја главе који доводи до гравитационог привлачења, ствара нервне импулсе активацијом длачица статоконијама, који са потом даље преносе преко нерних влакана вестибуларног нерва у дну рецепторних ћелије, у центар за равнотежу у мозгу што он тумачи као покрет тела. Мозак тада рефлексно покреће одговарајуће корективне „акције“ (рефлексе) у оквиру нервног, визуелног и мишићног системе како би стврио представу о тренутној ситуацији и одржао равнотежу тела.
У нормалном „усправном“ положају главе, гравитација земље не стимулише већину неуралних јединица макуле утрикулуса. У току линеарне акцелерације (и нагињања главе у односу на вертикалност гравитације), отоконије, чија је специфична тежина већа од околне течности, показују тенденцију да клизе, што доводи до савијања цилија. Када се четкица цилија савије у правцу киноцилије, филаменти вуку стереоцилије једну за другом, извлачећи их из тела ћелија. Отварају се јонски канали што доводи до поларизације цилијарних ћелија и ексцитације аферентних фибрила вестибуларног нерва који инервише ту ћелију, док супротно томе настаје хиперполаризације, инхибиција, аферентних фибрила.
Дакле, цилијарна ћелије, као механорецептори пратварају механичку енергију у електричне потенцијале, који се нервним фибрилама преносе у централни нервни систем, који ове сигнале може да декодира.
У основи надражаја цилијарних ћелија налазе се сложени биохемијски и јонски процеси натријум и калијум пумпе. Вестибуларни епител има мембрански потенцијал од 90 до 100 mV, (просечно 60 mV) а при деполаризацији се смањује за око 10 (20) mV. Његов пренос у синапсама нервних влакана, који обухватају сензорне вестибуларне ћелије, остварује се преко неуротрансмитера, холинергичким механизмом чији је медијатор ацетилхолин. Присутан ензим, ацетилхолинестеразу у синапсама, разара ацетилхолин и пренос биопотенцијала се прекида све док се он поново не створи. Адекватан стимулус макула утрикулуса као и макула сакулуса је линеарна акцелерација, или промена сила гравитације. Јако савијање главе у једном правцу доводи до ексцитације отолитског пара у макули на тој страни, уз инхибицију отолитског пара на супротној страни. Оваква организација је најзначајнија основа тоничких положајних рефлекса лавиринтног порекла, који се спиналним моторним путевима преносе до мишића врата, трупа и удова који одржавају стабилан положај тела.